# Bettina von Seyfried
Bettina von Seyfried (* 14. Oktober 1951 in Berlin (West)) ist eine deutsche Musikwissenschaftlerin, Bibliothekarin und Politikerin.

## Leben
Bettina von Seyfried studierte Musikwissenschaft, Publizistik und Geschichte an der Freien Universität Berlin und der Albert-Ludwigs-Universität Freiburg. Nach ausführlichen Recherchen in Wien wurde sie 1983 an der Freien Universität Berlin promoviert. Daneben arbeitete sie als Journalistin beim ZDF, sowohl im Studio Berlin als auch in der Zentrale in Mainz. 18 Monate war sie am Elder Conservatorium of Music an der University of Adelaide in Südaustralien tätig, wo sie einen Lehrauftrag hatte. Außerdem erwarb sie an der Flinders Street School of Music in Adelaide ein Konzert-Diplom im Fach Klavier. 1983 wurde sie in Wien promoviert.
1986 übernahm sie eine Stelle im Deutschen Musikarchiv der Deutschen Bibliothek (heute Deutsche Nationalbibliothek) in Berlin. Sie leitete dort sieben Jahre das Referat Katalogisierung und begann später den Bereich Benutzung aufzubauen, den sie schließlich als eigenes Referat bis zum Umzug des Deutschen Musikarchivs nach Leipzig im Jahr 2010 leitete.
Von 1988 bis 1994 war sie Generalsekretärin der International Association of Music Libraries, Archives and Documentation Centres (IAML) und von 1994 bis 1997 Präsidentin der deutschen Gruppe der IAML.
2006 wurde Bettina von Seyfried zusammen mit Joachim Jaenecke Gründungsmitglied der Internationalen ISMN-Agentur e. V. mit Sitz in Berlin. Die Internationale Standardmusiknummer (ISMN) dient der weltweiten Kennzeichnung von Musiknotationen.
Mit dem Umzug des Deutschen Musikarchivs von Berlin nach Leipzig entfiel ihre Stelle. Sie arbeitete danach in der Abteilung Inhaltserschließung, vorwiegend im Bereich Pädagogik und Verwaltungsfachschriften.

## Sonstiges
Bettina von Seyfried ist seit 2001 Mitglied der FDP. Sie war u. a. lange Jahre Ortsvorsitzende in Berlin-Wedding, außerdem im Landesfachausschuss Kultur und Medien der Partei aktiv, auch als Vorsitzende. Derzeit ist sie wieder stellvertretende Vorsitzende des Landesverbandes Liberale Frauen Liberale und seit langer Zeit stellvertretende Vorsitzende des Bundesfachausschuss Kultur der Partei.
2017 wurde sie pensioniert, ist aber weiterhin in vielen Bereichen aktiv. Sie spricht Englisch, Französisch, Italienisch, Spanisch und Russisch – in Teilen fließend.

## Publikationen (Auswahl)
Neben monographischen Veröffentlichungen schrieb sie sehr viele Artikel, darunter ca. 110 Rezensionen für das Fachblatt Forum Musikbibliotheken.
- Ignaz Ritter von Seyfried. Thematisch-Bibliographisches Verzeichnis. Aspekte der Biographie und des Werkes, Frankfurt am Main 1990
- Hanns Eisler zum hundertsten Geburtstag. Begleitheft zur Ausstellung des Deutschen Musikarchivs vom 15. Juli bis 15. September 1998, Berlin 1998
- Richard Strauss zum fünfzigsten Todestag: Begleitheft zur Ausstellung des Deutschen Musikarchivs vom 15. November 1999 bis 15. Februar 2000. Deutsche Nationalbibliothek, 1999, ISBN 978-3-933641-09-0.
- Sergej Prokofjew: (1891–1953); zum fünfzigsten Todestag; Begleitheft zur Ausstellung des Deutschen Musikarchivs Berlin vom 1. September bis 28. November 2003.  Leipzig; Frankfurt am Main; Berlin : Die Dt. Bibliothek 2003, ISBN 978-3-933641-49-6